# Гребля Копперфілд
Гребля Копперфілд — гідротехнічна споруда на північному сході Австралії, що також відома під найменуванням Копперфілд-Рівер-Горж та Кідстон. Зведена на річці Копперфілд, лівій притоці Ейнаслей, яка своєю чергою впадає праворуч до річки Гібсон (басейн затоки Карпентарія).
Споруда стала до ладу 1984 року з першочерговою метою забезпечення водним ресурсом золотого рудника Кідстон, розташованого менш ніж за два десятки кілометрів (по прямій) на північ від греблі. У 2001-му копальня припинила роботу, проте у середині 2020-х на її основі має запрацювати ГАЕС Кідстон, що отримуватиме підживлення від греблі.
В
У межах проєкту долину річки перекрили греблею з ущільненого котком бетону висотою 40 метрів та довжиною 340 метрів, яка потребувала 156 тис. м3 матеріалу (з них 140 тис. м3 ущільненого котком).
Центральна частина споруди шириною 100 метрів виконана як водопереливна з гребенем на рівні у 586 метрів НРМ, тоді як гребінь бічних частин розташований на висоті 594 метра НРМ. У сідловині праворуч від греблі звели земляну дамбу з глиняним ядром довжиною 140 метрів і заввишки 9 метрів, з гребенем на відмітці 593,5 метра НРМ. Під час особливо великої повені вона має зруйнуватись і забезпечити додатковий скид води задля запобігання критичному навантаженню на основну бетонну споруду.
При рівні у 594 метри НРМ через водопереливну ділянку зможе проходити 4230 м3/с, а через сідловину запобіжної дамби — 3300 м3. При максимальному проєктному рівні води у 599 метрів НРМ можливий перепуск 20,1 тис. м3/с, при цьому станом на 2024 рік максимальний історичний рівень становив 589,7 метра НРМ.
Гребля дала змогу створити водосховище об'ємом 20,6 млн м3 при рівні поверхні на позначці 586 метрів НРМ (поріг водозливу). Водозбірний басейн вище від греблі становить 1241 км2.